# Johannes Tegen
Johannes Degen (*, 1430 – Tübingen, 30 de setembro de 1482) foi bacharel em Direito Canônico, último reitor do Convento de São Martins em Sindelfingen (1455-1477) e primeiro reitor do Seminário protestante de São Jorge (1477-1482) e simultaneamente primeiro chanceler da Universidade de Tübingen.